# جوي ميلو
جوي ميلو (25 يناير 1989 في كندا - ) هو لاعب كرة قدم كندي في مركز الوسط. شارك مع منتخب كندا تحت 20 سنة لكرة القدم. أما مع النوادي، فقد لعب مع نادي تورونتو وهافانت أند ووترلوفيل وMississauga Eagles FC ‏ وNorth York Astros ‏.

## وصلات خارجية
- جوي ميلو على موقع الدوري الأمريكي (الإنجليزية)
- جوي ميلو على موقع قاعدة بيانات كرة القدم.إي يو (الإنجليزية)
- جوي ميلو على موقع Soccerway.com (الإنجليزية)